# نیکو لازاریدیس
نیکو لازاریدیس (انگلیسی: Nico Lazaridis؛ زادهٔ ۱۶ اکتبر ۱۹۵۲) بازیکن فوتبال اهل آلمان است.